# Macrothacheliella nigra
Macrothacheliella nigra är en insektsart som beskrevs av Parshley 1917. Macrothacheliella nigra ingår i släktet Macrothacheliella och familjen näbbskinnbaggar. Inga underarter finns listade i Catalogue of Life.